# تست فرانسوی
تُست فرانسوی همینطور شناخته شده با نام‌های نان تخم‌مرغی و تُست کولی غذایی است که با آغشته کردن نان تست در تخم‌مرغ هم‌زده شده و سرخ کردن آن درست می‌شود.
زمانی که این غذا به عنوان شیرینی سرو می‌شود، قبل از سرخ کردن می‌توان به آن شیر، شکر، وانیل و دارچین اضافه کرد و بعد از سرخ شدن بر رویش خاک قند، کره، تکه‌های میوه یا شیره ریخت. اما معمولاً این غذا را همراه با گردی نمک سرخ کرده و بر رویش سس‌هایی چون کچاپ یا مایونز میریزند.

## تاریخچه
قدیمی‌ترین اشاره به تست فرانسوی در کتاب آپیکیوس، مجموعه‌ای از دستورهای آشپزی به زبان لاتین مربوط به قرن ۴ام یا ۵ام، آمده است اما به جای تخم‌مرغ نان را در شیر آغشته می‌کند و به آن aliter dulcia ("یک شیرینی دیگر") می‌گوید. یک دستور آشپزی آلمانی متعلق به قرن ۱۴ام وجود دارد که Arme Ritter ("شوالیه‌های فقیر") نام دارد.
در قرن ۱۴ام گیلوم تیرل طرز پخت tostées dorées ("نان تست طلایی") را آموش می‌دهد.
همچنین دستور پختی انگلیسی متعلق به قرن ۱۵ام به نام pain perdu (ترجمهٔ فرانسوی "نان گمشده[هدر رفته]"، نشان دهنده‌ی استفاده از نان بیات شده) وجود دارد.

## طرز پخت

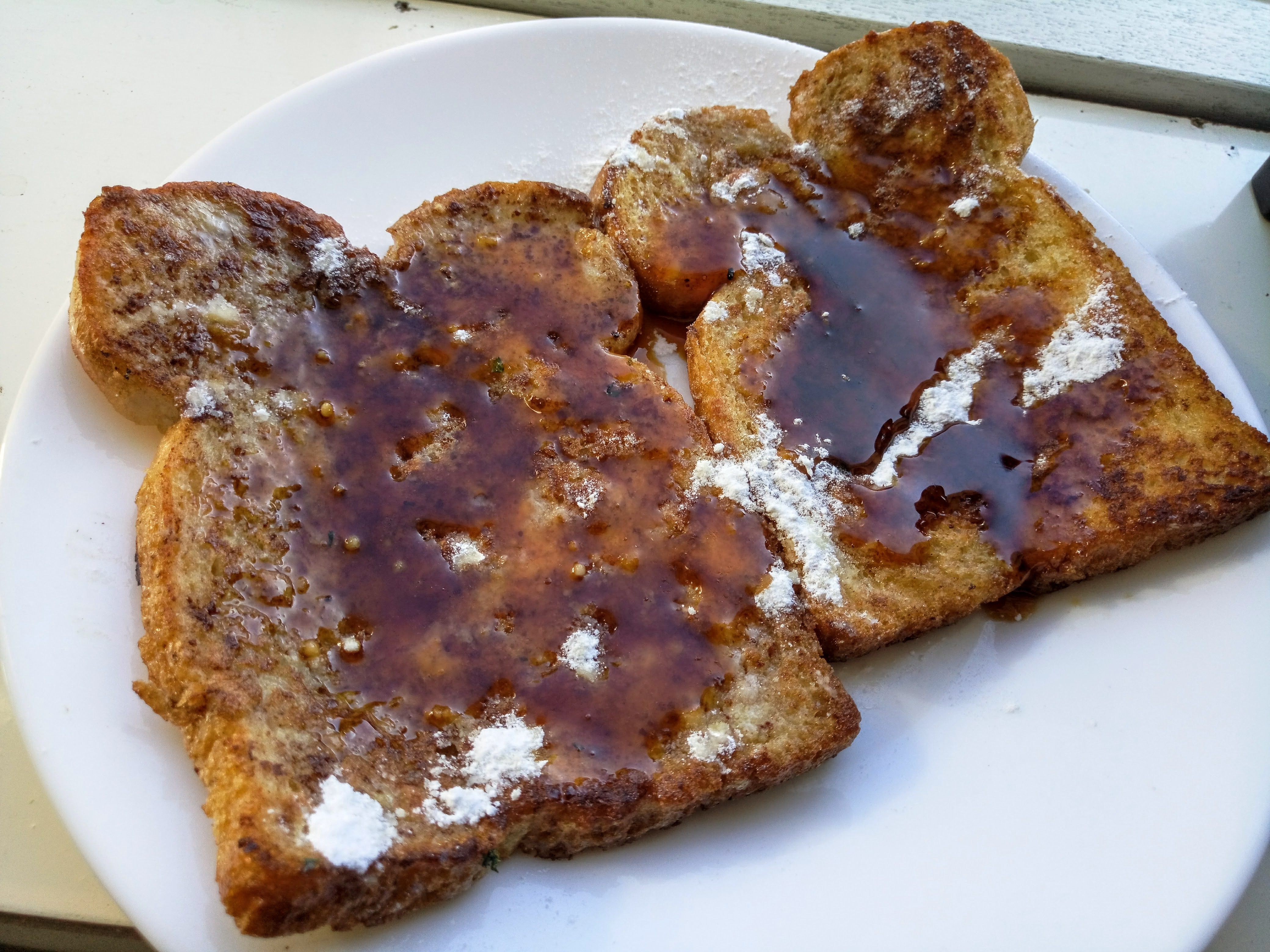
تست فرانسوی که با خاک قند و شیره درخت افرا

برش‌های نان در مایهٔ تخم‌مرغ هم‌زده شده و گاهی شیر و خامه، خیسانده می‌شوند. سپس هر دو سمت این نان‌های پوشیده شده از تخم‌مرغ آنقدر سرخ می‌کنند تا به رنگ قهوه‌ای درآمده و داخلشان بپزد. سرآشپزها نان بیات را برای این کار پیشنهاد می‌دهند چرا که نان خشک می‌تواند مایهٔ بیشتری را در خود جذب کند.
بر روی برش‌های سرخ شده غالباً مربا، مارمالاد، کره، کره بادام زمینی، عسل، مارمیت، وجمیت، شیره درخت افرا، شیره طلایی، شیره میوه، ملاس، پوره سیب، لوبیا پخته، خامه زده شده، شکلات، نوتلا، شکر، ماست، خاک قند، بیکن، شیره قند، کچاپ، پنیر، گوشت پخته شدهٔ سرد، بستنی، انواع مغزها و دیگر مواد را قرار میدهند.